# Gottlieb Ernst Klünder
Gottlieb Ernst Klünder, född 1753. död 9 januari 1819 i Tyska Sankta Gertruds församling, Stockholms stad, var en svensk pukslagare.

## Biografi
Klünder anställdes 1811 som pukslagare vid Kungliga hovkapellet i Stockholm och slutade där 1815. Klünder gifte sig första gången med Barbara Maria Woller (1739-1805) och andra gången med Maria Christina Lettenström (död 1818).